# Danny Wilson
Daniel Wilson (Livingston, Escocia, 27 de diciembre de 1991) es un futbolista británico. Juega de defensa y su equipo es el Livingston F. C. de la Scottish Premiership.
Wilson hizo su debut profesional con el Rangers en octubre de 2009 y nueve días más tarde se convirtió en el jugador más joven de Los Rangers y para Escocia en jugar en la Liga de Campeones de la UEFA. Su palmarés incluye un título de la Premier League de Escocia, una Copa de Escocia, una Copa de la Liga escocesa, y ser coronado como Jugador escocés Joven del Año 2010 (Scottish FWA Young Player of the Year) y Jugador joven del año 2010 por la SPFA.

## Trayectoria

### Rangers
Hizo su debut profesional con el Rangers ante el Dundee en la Copa de la Liga, jugando los 90 minutos con una victoria de por 3-1 en octubre de 2009. Una semana más tarde se convirtió en el jugador más joven de Los Rangers en jugar en la Liga de Campeones de la UEFA al quedar en empate 1-1 contra el Unirea Urziceni a la edad de 17 años y 312 días. Wilson marcó su primer gol para el Rangers en una victoria de 4-1 contra el Hearts en Tynecastle el 27 de marzo de 2010. Wilson hizo 15 apariciones en total durante la temporada 2009-10, y se estableció como el corazón en la defensa de los Rangers junto al capitán David Weir.

### Liverpool
El 21 de julio de 2010 Wilson fichó por el Liverpool y firmó un contrato de tres años. el defensa ha costado 2,3 millones de euros.

## Selección nacional
Wilson ha representado a Escocia en categorías menores, incluyendo la sub-17, sub-19 y sub-21. Con la absoluta ha jugado cinco partidos en los que ha anotado un gol.

## Clubes
| Club                               | País           | Año       |
| ---------------------------------- | -------------- | --------- |
| Rangers F. C.                      | Escocia        | 2009-2010 |
| Liverpool F. C.                    | Inglaterra     | 2010-2013 |
| Blackpool F. C. (cedido)           | Inglaterra     | 2012      |
| Bristol City F. C. (cedido)        | Inglaterra     | 2012-2013 |
| Heart of Midlothian F. C. (cedido) | Escocia        | 2013      |
| Heart of Midlothian F. C.          | Escocia        | 2013-2015 |
| Rangers F. C.                      | Escocia        | 2015-2018 |
| Colorado Rapids                    | Estados Unidos | 2018-2023 |
| Queen's Park F. C.                 | Escocia        | 2024      |
| Livingston F. C.                   | Escocia        | 2024-     |